# 名古屋市立星ヶ丘小学校
名古屋市立星ヶ丘小学校（なごやしりつ ほしがおかしょうがっこう）は、愛知県名古屋市千種区星ケ丘1丁目にある公立小学校。

## 歴史

### 沿革
- 1958年（昭和33年）9月 - 名古屋市立東山小学校分校が10教室をもって設立される[WEB 1]。
- 1962年（昭和37年）4月 - 名古屋市立星ヶ丘小学校として、20学級が独立する[WEB 1]。
- 1963年（昭和38年）3月 - 校歌として「山はよぶ」が制定される[WEB 1]。

### 児童数の変遷
『愛知県小中学校誌』（2018年）によると、児童数の変遷は以下の通りである。
| 1967年（昭和42年） | 545人 |  |
| 1977年（昭和52年） | 887人 |  |
| 1987年（昭和62年） | 410人 |  |
| 1997年（平成9年）  | 228人 |  |
| 2007年（平成19年） | 281人 |  |
| 2017年（平成29年） | 409人 |  |

## 通学区域
所管する名古屋市教育委員会は、2019年（令和元年）9月1日現在、千種区井上町・桜が丘・田代町字瓶入・天白町（大字植田）・平和が丘三丁目・星ケ丘・星が丘元町・星が丘山手の各全域を通学区域として指定している。また、委託通学地域として隣接する名東区名東本町を通学区域としている。
卒業後の進学先は名古屋市立東星中学校となっている。

## 児童の活動

### 委員会活動
委員会活動として、給食委員会・体育委員会・放送委員会・図書委員会・保健委員会・美化園芸委員会・たてわり委員会の7委員会が活動を行っている。

### クラブ活動
クラブ活動として、バドミントンクラブ・屋外スポーツクラブ・料理クラブ・科学クラブ・カード&ボードゲームクラブ・レクリエーションクラブ・手芸&アートクラブ・音楽クラブ・コンピュータクラブの9クラブが活動を行っている。

### 部活動
部活動として、野球部が5月から7月と3月の間、バスケットボール部が9月から2月の間、サッカー部が9月から2月の間、音楽部が5月から10月の間、それぞれ活動を行っている。

## アクセス
- 名古屋市営地下鉄東山線星ヶ丘駅4番出口より徒歩約5分[WEB 3]。
- 名古屋市営バス・名鉄バス「星ヶ丘」停留所下車徒歩約7分[WEB 3]。
- 名古屋市営バス「星ヶ丘住宅」停留所下車徒歩約5分[WEB 3]。

### WEB
1. 1 2 3 4 5 6  “学校概要”.   名古屋市立星ヶ丘小学校. 2020年2月9日閲覧。
2. ↑  名古屋市教育委員会事務局総務部教育環境計画室計画係 (2019年9月1日). “名古屋市立小・中学校の通学区域一覧（千種区）” (PDF).   名古屋市. 2020年2月8日閲覧。
3. 1 2 3 4  “アクセス”.   名古屋市立星ヶ丘小学校. 2020年2月9日閲覧。
4. ↑  名古屋市教育委員会事務局総務部教育環境計画室計画係 (2017年4月1日). “名古屋市立中学校区一覧（小→中）” (PDF).   名古屋市. 2020年2月8日閲覧。

### 書籍
1. ↑  六三制教育七十周年記念 愛知県小中学校誌 合同記念誌編集特別委員会 2018, p. 167.